# マーティン・カリヤ
マーティン・テツヤ・カリヤ（Martin Tetsuya Kariya、1981年10月5日 - ）は、カナダ連邦ブリティッシュコロンビア州バンクーバー出身の元プロアイスホッケー選手である。日系三世。
NHLで活躍したポール・カリヤを兄に持つ。

## 経歴
兄と同じメイン大学に進学し、2002年度には NCAA男子アイスホッケー選手権で準優勝。
2003年プレーオフと2003-04年シーズンをAHLで過ごす。
2004-05年シーズン途中にアジアリーグアイスホッケーのHC日光アイスバックスと契約。桁外れなスピードと技術で相手チームを翻弄して数多くチャンスメイクするも、チームメイトの力不足で得点に結ばないまま終わる場面も多々。それでも15試合で6ゴール12アシストで合計18ポイントを獲得する。
2005-06年シーズンをノルウェーで過ごし、2006-07年シーズンにはフィンランドSMリーガのブルースで18ゴール43アシストの合計61ポイントで、兄スティーヴに続くリーグのポイント王となる。その後、HC Ambri-Piottaに所属している。